# Liste der größten Unternehmen in Bulgarien
Die Liste der größten Unternehmen in Bulgarien enthält die umsatzstärksten Unternehmen in Bulgarien (Stand: Geschäftsjahr 2017).
| Rang | Name                               | Hauptsitz | Umsatz (Mio. €) | Gewinn (Mio. €) | Mitarbeiter | Branche      |
| ---- | ---------------------------------- | --------- | --------------- | --------------- | ----------- | ------------ |
| 1.   | Bulgarian Energy Holding           | Sofia     | 3.287           | 60,8            | 87          | Energie      |
| 2.   | LUKOIL Neftochim Burgas            | Burgas    | 2.863           | 155,4           | 1.397       | Öl und Gas   |
| 3.   | Aurubis Bulgaria                   | Pirdop    | 2.566           | 201,2           | 858         | Metall       |
| 4.   | Natsionalna Elektricheska Kompania | Sofia     | 1.584           | 3,5             | 1.397       | Versorger    |
| 5.   | Lukoil Bulgaria                    | Sofia     | 1.361           | −3,1            | 2.733       | Öl und Gas   |
| 6.   | Kaufland Bulgaria                  | Sofia     | 888             | 40,3            | 7.297       | Einzelhandel |
| 7.   | Advance Properties OOD             | Sofia     | 681             | 95,3            | 52          | Immobilien   |
| 8.   | Cez Electro                        | Sofia     | 650             | 18,6            | 104         | Versorger    |
| 9.   | Bulgargaz                          | Sofia     | 576             | 18,8            | 60          | Öl und Gas   |
| 10.  | Saksa                              | Sofia     | 553             | 5,7             | 323         | Chemie       |